# Latera
Latera är en ort och kommun i provinsen Viterbo i regionen Lazio i Italien. Kommunen hade 811 invånare (2018).